# Jan Frans Willems

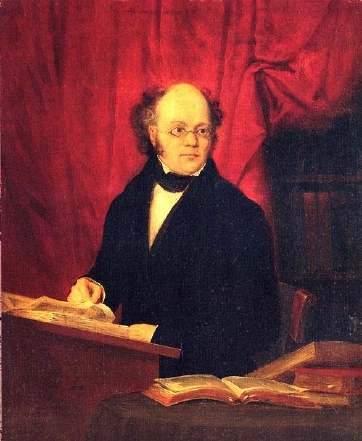
Jan Frans Willems

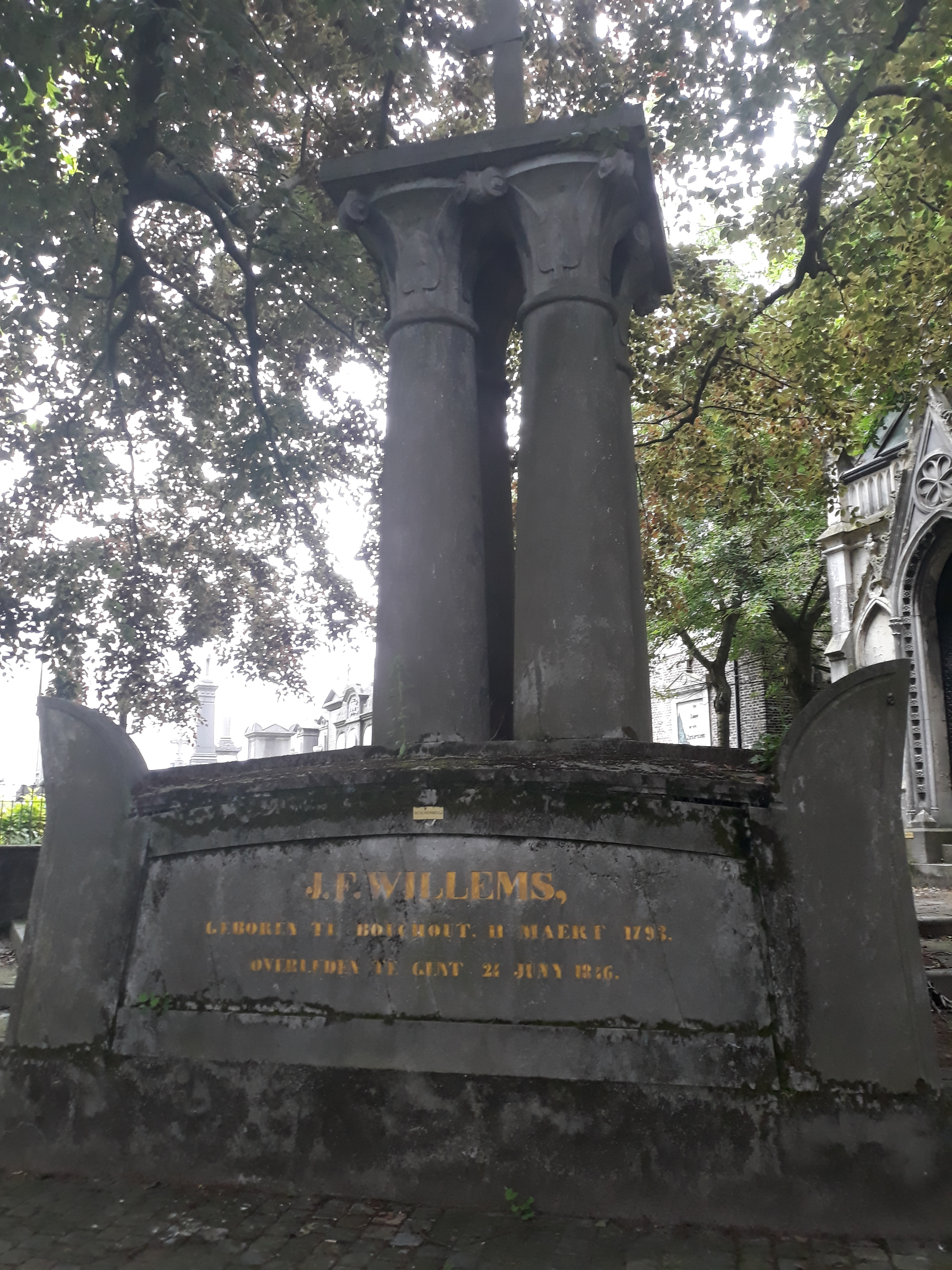
Das Grab von Jan Frans Willems auf dem Friedhof Sint-Amandsberg in Gent

Jan Frans Willems (* 11. März 1793 in Boechout; † 24. Juni 1846 in Gent) war ein belgischer Schriftsteller, Germanist, Romanist und Vater der Flämischen Bewegung.

## Leben und Werk
Willems war ein bedeutender Vertreter der frühen Niederlandistik. Daneben gab er die für die Romanistik wichtige von Hoffmann von Fallersleben entdeckte Eulalia-Sequenz heraus. Seit 1844 war er auswärtiges Mitglied der Bayerischen Akademie der Wissenschaften.
Er war Mitglied der Académie royale des Sciences, des Lettres et des Beaux-Arts de Belgique und der Königlich Niederländischen Akademie der Wissenschaften (KNAW).

## Werke (Auswahl)
- als Hrsg.: Elnonensia [aus der Abtei Saint-Amand, genannt Elnon]. Monuments des langues romane et tudesque dans le IXe siècle, contenus dans un manuscrit de l’abbaye de Saint-Amand conservé à la bibliothèque publique de Valenciennes, publiés par Hoffmann von Fallersleben; avec une traduction et des remarques, par J.F. Willems. Gent 1837; 2., revidierte und verbesserte Auflage unter dem Titel Elnonensia. Monuments de la langue romane et de la langue tudesque du IXe siècle, contenus dans un manuscrit de l’abbaye de St Amand, conservé à la bibliothèque publique de Valenciennes, découverts par Hoffmann de Fallersleben et publiés avec une traduction et des remarques par J. F. Willems. Gent 1845.
- als Hrsg.: Le roman du Renard, traduit pour la première fois d’après un texte flamand du xiie siècle, édité par J.-F. Willems; augmenté d’une analyse de ce qu’ont écrit au sujet des romans français du Renard, Legrand-d’Aussy, Robert, Raynouard, Saint-Marc Girardin, Prosper Marchand, etc. par Octave Delepierre. Brüssel 1837.
- als Hrsg.: Oude Raedsels. In: Belg. Mus. Band 5, 1841.

Weitere Werke im englischsprachigen Wikipedia-Artikel.